# Leyland Bus
La Leyland Bus è stata un'azienda britannica specializzata nella produzione di autobus e pullman. Nata come divisione della British Leyland, è stata acquistata dalla Volvo nel 1988, chiudendo i battenti nel 1993.

## Storia

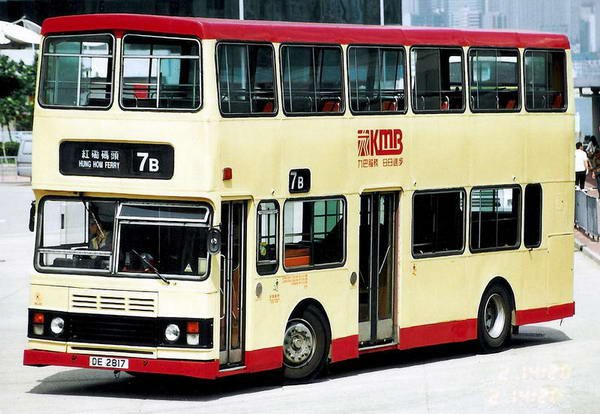
Un due piani Leyland Olympian a Hong Kong.

Le origini della Leyland Bus risalgono al 1896, anno della fondazione della Lancashire Steam Motor Company, poi divenuta Leyland Motors nel 1907. Nel 1919 è iniziata la produzione di autobus nell'impianto di Leyland. Nel 1968 la Leyland Motors si è fusa con la BMH, andando a formare la British Leyland, che è stata poi nazionalizzata nel 1975. Durante questo periodo sono usciti diversi prodotti di successo come il Leyland National, il Leyland Olympian e il Leyland Tiger.
La British Leyland era un gruppo di importanti dimensioni nato da una lunga serie di fusioni e acquisizioni, cosa che negli anni le aveva fatto sviluppare una struttura disordinata e poco efficiente. Per questo motivo nel 1981 è nata la Leyland Bus come divisione della British Leyland, sotto la quale sono state accorpate tutte le attività legate alla produzione di autobus e pullman. L'anno successivo la nuova divisione ha preso in carico la completa progettazione e costruzione di autobus, dopo che la British Leyland ha rilevato il 50% delle quote della Bristol Commercial Vehicles, della Eastern Coach Works e della Charles H. Roe, precedentemente di proprietà della National Bus Company.
Nel 1986 la British Leyland si è trasformata nel Gruppo Rover e ha messo in vendita tutte le divisioni non strettamente legate al settore automobilistico. A quel tempo la Leyland Bus era una delle divisioni meno profittevoli del gruppo, avendo accumulato una perdita di 30 milioni di sterline solo nel 1985. Questo era in parte a causa delle deregolamentazioni avvenute nell'industria degli autobus, che avevano causato un crollo della domanda in favore dei più economici minibus e dei telai derivati dai furgoni.
Nonostante diverse aziende avessero presentato offerte per la Leyland Bus, nell'agosto 1986 il Gruppo Rover ha approvato un management buyout guidato dal direttore operativo Ian McKinnon e supportato dai direttori regionali John Kinnear, Jim McKnight, George Newburn ed Eric Turner. La cessione della Leyland Bus è stata ufficialmente approvata nel gennaio 1987 per la cifra di 4 milioni di sterline, dopo che la dirigenza è riuscita a rinegoziare un accordo distributivo con la Leyland Parts che permettesse alla Leyland Bus di rifornire le sue stesse componenti. L'accordo finale comprendeva gli impianti di Farington e Workington, quattro centri di assistenza situati a Bristol, Chorley, Glasgow e Nottingham e un esportatore di autobus usati ad Hong Kong. È rimasto invece escluso dall'accordo l'impianto di Lowesoft, che ha continuato ad operare provvisoriamente per concludere un ordine del trasporto pubblico di Londra per poi chiudere i battenti.
Per assicurare la sopravvivenza dell'azienda, la nuova proprietà ha avviato un programma di tagli e razionalizzazioni che ha causato il licenziamento di 757 dipendenti, i cui costi sono stati coperti dal Gruppo Rover. Il quartier generale di Leyland è stato chiuso, causando la perdita di 158 posti di lavoro, e gli uffici sono stati spostati all'interno dell'impianto di Farington. Contemporaneamente anche la produzione dei telai del Leyland Olympian è stata spostata da Workington a Faringdon. Il programma è proseguito con il taglio 468 e 134 posti di lavoro rispettivamente da Faringdon e Workington.
Nell'aprile 1988 la Leyland Bus è stata acquistata dalla Volvo, diventando inizialmente una sussidiaria della Volvo Buses. Tutti i membri del consiglio direttivo dell'azienda sono stati confermati, ad eccezione di George Newburn ed Eric Turner. Lars Erik Nilsson, presidente della Volvo Buses, ha assunto la stessa carica nella Leyland Bus, mentre il direttore marketing Jurgen Bahr ha assunto temporaneamente il ruolo di direttore operativo. Le due aziende detenevano una quota di mercato combinata nel Regno Unito del 75% nel settore degli autobus nuovi e del 57% nel settore dei pullman nuovi.
Nell'ottobre 1988 Leyland e Volvo hanno riunito le loro operazioni all'interno del Volvo Leyland Bus Executive Group. Il 1° gennaio 1989 è nata ufficialmente una nuova azienda, denominata VL Bus and Coach, frutto della fusione tra la Leyland Bus e la filiale britannica della Volvo Buses. Nell'aprile 1989 è iniziato il processo di restrutturazione societaria, che ha visto la conferma degli impianti di Farington e Workington, mentre i quattro centri assistenza della Leyland Bus hanno iniziato a servire sia veicoli a marchio Leyland che Volvo. I nuovi modelli Leyland hanno iniziato a fare uso di componenti di origine Volvo e nel 1990 è stato aperto un nuovo magazzino componenti a Lutterworth.
Contemporaneamente alle operazioni di integrazione, Volvo ha tuttavia deciso di continuare il processo di razionalizzazione iniziato dalla precedente proprietà. Nel gennaio 1990 la produzione di telai è stata interamente trasferita da Farington a Workington, mentre nel primo sito è rimasto il solo quartier generale. L'operazione ha causato la perdita di 380 posti di lavoro. La successiva centralizzazione delle attività amministrative e di marketing in Svezia causerà poi la definitiva chiusura di Farington. Nel maggio 1990, a causa dei risultati di vendita sotto le attese, sono stati tagliati altri 180 posti di lavoro a Workington.
Nel dicembre 1991 Volvo ha annunciato la chiusura anche dell'impianto di Workington. A causa dell'elevato numero di ordini ancora inevasi la produzione continuerà tuttavia fino a inizio 1993, con quasi due anni di ritardo rispetto al programma originale. Gli ultimi autobus interamente prodotti dalla Leyland Bus sono stati consegnati al servizio pubblico di Preston nel 1992, mentre gli ultimi prodotti usciti da Workington sono stati dei telai carrozzati dalla Alexander e consegnati al servizio pubblico di Singapore nel 1993. La chiusura dell'impianto di Workington è coincisa con il ritiro del marchio Leyland dal mercato, sostituito interamente da Volvo. Della vecchia Leyland Bus erano rimasti solo i quattro centri assistenza, diventati a tutti gli effetti della Volvo.